# Mnemosyne apicifumata
Mnemosyne apicifumata är en insektsart som beskrevs av Van Stalle 1985. Mnemosyne apicifumata ingår i släktet Mnemosyne och familjen kilstritar.
Artens utbredningsområde är Kamerun. Inga underarter finns listade i Catalogue of Life.